# Boleslau el Pietós
|  | Aquest article tracta sobre el duc de la gran Polònia del s. XIII. Si cerqueu el rei bohemi del s. X, vegeu «Boleslau II de Bohèmia». |

Boleslau el Pietós – polonès: Bolesław Pobożny – (1224/27 - 14 d'abril del 1279) fou un duc de la Gran Polònia (1239-47), segons alguns historiadors (1239-41) Duc en solitari d'Ujście, Duc de Kalisz (1247-49), Duc de Gniezno (1249-50), Duc de Gniezno-Kalisz (1253-57), Duc de la Gran Polònia sencera i Poznań (1257-73), el 1261 governant sobre Ląd, regent del ducat de Masòvia, Płock i Czersk (1262-1264), governant sobre Bydgoszcz (1268-73, Duc d'Inowrocław (1271-73), i Duc de Gniezno-Kalisz de 1273 fins a la seva mort.

## Família
Fou el segon fill de Władysław Odonic, Duc de la Gran Polònia amb la seva muller Jadwiga, qui era probablement la filla de Mestwin I, Duc de Pomerània, o un membre de la Dinastia Premíslida. El seu nom era molt popular a la Dinastia Piast, així que és desconeix de quin personatge rebé el nom. Molt aviat Boleslau va rebre el renom "el Pietós" (Pius en llatí), rebut en vida seva a la Crònica del Capítol de Poznań.
El 1258 Boleslau es casà amb Violant de Polònia (1244 - 16/17 juny a després del 1304), filla del rei Béla IV d'Hongria. Van tenir tres filles:
- Elisabet (1261/63 - setembre del 1304), casada el 1273 amb Enric V, Duc de Legnica.
- Jadwiga (1270/75 - d. 10 desembre del 1339) casada el gener 1293 a Ladislau, Duc de Kuyavia i després 1320 rei de Polònia.
- Anna (1276/78 - morta després del 1300) monja a Gniezno.

Després de la mort de Boleslau sense hereus mascles, tot el ducat de la Gran Polònia passà al seu únic nebot Premislau II, qui fou coronat rei de Polònia el 1295 però va assassinar l'any següent. Amb la seva mort s'extingí la branca de la Gran Polònia de la dinastia Piast.

## Joventut
Els primers anys de Boleslau veié disputar el seu pare en la disputa feroç per la seva herència contra Ladislau (el seu propi oncle). Tanmateix, Władysław Odonic cuidà l'educació de la seva descendència, evidenciat pel fet que Boleslau, com el seu germà gran Premislau I, era capaç de llegir i escriure llatí.
Com que Boleslau era menor d'edat quan Władysław Odonic va morir el 5 de juny de 1239, el seu germà gran Premislau I governà sol al principi. Els historiadors estan d'acord que el territori que van heretar els germans començats fora de petit, però discrepar tan a si va estendre més enllà d'Ujście i Nakło al nord de Polònia. El 1241 Premislau i Boleslau començaren reclamant les terres perdudes del seu pare. El 1243 els germans recuperaren la majoria del ducats de Poznań i Gniezno, el 1244 Kalisz, el 1247 Santok, i el 1249 Wieluń. el 1244, Boleslau donà suport el seu germà en un conflicte entre la noblesa local i el clergat dirigit pel Bisbe de Poznań Bogufał II pels privilegis el seu pare hi havia concedit poc abans de la seva mort. El 24 d'abril del 1245 Premislau reconegué la majoria d'edat de Boleslau fent-lo cavaller durant una missa solemne en honor de St. Adalbert de Praga a Gniezno, celebrada per l'Arquebisbe Pełka Liz.

La indivisibilitat del ducat no era de grat a Boleslau i el 1247 va persuadir el seu germà Premislau I que li proporcionés territori només sota el seu domini lideratge únic: la terra entre els rius Prosna i Przemęt, el nord del Varta i d'allí a l'Òder; conformant així el ducat de Kalisz. Aquesta divisió, encara que força injusta per a Boleslau, rebé l'aprovació de l'Església, i després de les seves protestes, fou amenaçat amb l'excomunió. Malgrat el fet que va aconseguir un territori propi, Boleslau tingué pretensions en els afers exteriors; aquesta continuaria essent conduïda pel seu germà. Això va ser revelat durant la disputa amb Duc de Kuyavia Casimir I pel que fa a la possessió de Ladzka, la qual rebé d'Enric el Pietós com a dot per la seva filla Constança, segona muller de Casimir I. Aquesta decisió no va ser reconeguda pels fills de Władysław Odonic, però finalment es reconciliaren i fins i tot signà una aliança amb el duc de Kuyavia, el que finalment acabà amb qualsevol intent de canviar la propietat del territori en disputa.
El 1249 Boleslau, descontent amb la tutela del seu germà gran, el persuadí per fer una nova divisió del seu patrimoni. Va rebre els ducats de Kalisz i Gniezno, amb l'addició de Wieluń, el qual recentment hi havia estat retornat al domini dels fills de Władysław Odonic. Aquesta nova divisió es feu aparentment de manera pacífica, perquè més tard aquell any mateix tots els germans donaren suport a Conrad I de Głogów contra el seu germà Boleslau el Calb. Tanmateix el 19 de maig de 1250 ocorregué un fet inexplicable relatat a la Crònica de la Gran Polònia:
Premislau capturà el seu germà Boleslau i li prengué totes les seves terres i castells.
El conflicte certament no va ser trivial, des del moment en què Boleslau no recuperà la seva llibertat fins al 20 d'abril del 1253, gràcies a les pressions del potent clergat de la Gran Polònia potent. La reconciliació final entre els germans va ocórrer el maig d'aquell any a una reunió a Pogorzelica prop de Giecz, on gràcies a la mediació de Pełka, Arquebisbe de Gniezno, Boleslau recuperà el seu ducat de Kalisz-Gniezno. Després d'allò els germans van cooperar sense problemes, però Boleslau fou apartat de la política estrangera de la Gran Polònia. El 8 de maig de 1254 Boleslau va participar al congrés dels prínceps Piast a Cracòvia en ocasió de la canonització de Sant Estanislau, on van decidir formar una coalició contra Swantopolk II, Duc de Pomerània. Entre els prínceps que van participar hi havia el seu germà Premislau I, Casimir I de Kuyavia, Siemowit I de Masòvia, Ladislau d'Opole i Boleslau V el Cast. El setembre d'aquell any Boleslau participà en una expedició contra Enric el Blanc encapçalada pel seu germà i Conrad I de Głogów.

## Duc de la Gran Polònia
El 4 de juny de 1257, amb només 36 anys, Premislau I morí. Amb la mort del seu germà s'obriren nous horitzons per a Boleslau. Esdevingué, sense cap disputa, l'únic governant sobre tota la Gran Polònia. Tot i que el fill pòstum del seu germà, Premislau II, va néixer el 14 d'octubre d'aquell any, Boleslau fou el seu guardià fins que va ser declarat un adult. El primer de Boleslau la política estrangera nova era el seu matrimoni el 1258 amb la princesa Violant de Polònia, filla de rei Béla IV d'Hongria. Aquesta unió resultà en un vincle permanent entre Boleslau i Hongria, va reflectir en l'assistència donada en el conflicte amb Bohèmia després de l'extinció de la Casa de Babenberg. Per Boleslau aquesta provocà la completa devastació de la Gran Polònia durant l'hivern de 1267-1268 per tropes de rei de Bohèmia Ottokar II durant el retorn d'una expedició contra els Prussians. Un de les etapes d'aquesta guerra era també el viatge agafat per Boleslau juntament amb Boleslau el Cast i Leszek II el Negre a la tardor de 1273 per tal de visita Władysław d'Opole, un aliat de la dinastia Premíslida.
Durant 1258-1261 Boleslau s'implicà en una llarga i destructiva guerra contra Casimir I de Kuyavia i el seu aliat Swantopolk II per la castellania de Ladzka. A aquest final, el Duc de la Gran Polònia s'alià amb Wartislaw III, Duc de Pomerània-Demmin, Siemowit I de Masòvia, Boleslau V el Cast i Roman Danylovich, Príncep de Navahradak. La guerra acabà en victòria plena i retornant Ladzka a la Gran Polònia. El tractat formal va ser signat el 29 de novembre de 1259; tanmateix, Casimir I retardà l'assoliment dels termes de l'acord, que desembocà el 1261 en una nova expedició militar.
El 23 de juny de 1262 Siemowit I fou mort a les mans de les tropes lituanes i el seu fill gran Conrad II fou fet presoner. Tant Conrad II com el seu germà petit Boleslau II era menor en aquell temps; per aquesta raó, Boleslau esdevenia regent dels seus dominis (ducats de Masòvia, Płock i Czersk) els següents dos anys, fins a l'any 1264, quan Conrad II obtingué la seva llibertat i retorn a Masòvia.
El 1268 Boleslau interferí altre cop als afers de Kuyavia. El fill de Casimir I, el Duc d'Inowrocław Ziemomysł, va seguir una política de contactes propers amb l'Orde Teutònic i el Duc de Pomerània, Sambor II, qui esdevingué el seu sogre. Això provocà una insatisfacció profunda entre la noblesa local, demanant ajuda a Boleslau. El Duc de la Gran Polònia prengué amb rapidesa Radziejów, Kruszwica i el castell a Bydgoszcz; tanmateix, la ràpida acció de Ziemomysł recuperà control provisional d'aquestes terres.
Malgrat aquest èxit Ziemomysł continuà amb la seva política germano-pomerània, que provocà una nova revolució pels seus termes, demanant de nou l'ajut de Boleslau: el 1271 va envair el ducat d'Inowrocław i forçà la fugida de Ziemomysł. Boleslau retingué el ducat fins al 1273 quan el va donar al germà de Ziemomysł, Leszek II el Negre, excepte Radziejów i Kruszwica, que continuaren a la Gran Polònia.

### Guerra contra Brandenburg
Des del principi del seu regnat en solitari Boleslau va establir contactes amb el marcgraviat de Brandenburg, governat per la Casa d'Ascània; així va seguir la política del seu germà Premislau I, qui fins i tot prometé la seva filla gran Constança amb Conrad, fill del marcgravi Joan I. Tres anys després de la mort de Premislau (el 1260), Constança i Conrad es cassaren formalment. Com a dot Brandenburg rebé la castellania de Santok (però sense la ciutat principal) amb el consentiment d'un wiec reunit a la Gran Polònia, que es produí l'1 de juliol de 1260 a Poznań.
Tanmateix, la pau esperada a través d'aquest matrimoni durà poc. A principis del 1265 Brandenburg va ocupar la ciutat principal de Santok trencant l'acord anterior. Gràcies a una intervenció diplomàtica immediata, Boleslau aviat signà un nou tractat amb Brandenburg, d'acord al qual la Gran Polònia cremà la fortalesa construïda a Drezdenko, i Brandenburg també cremà la seva fortalesa a Santok. Però el 1269 sorgí de nou altre cop la guerra amb Brandenburg. Van construir una fortalesa a Sulęcin, i en resposta Boleslau feu el mateix a Międzyrzecz. La invasió de Międzyrzecz produïda pels marcgravis de Brandenburg fou rebutjada amb èxit per Boleslau, qui el desembre 1269 avançà cap a Lubusz, cremant diverses fortaleses durant aquesta expedició, inclosa la recentment reconstruïda a Sulęcin. Ambdós bàndols feren un nou acord nou i restaurant-se la fortalesa a Santok (de Brandenburg) i Drezdenko (de la Gran Polònia). Malauradament l'últim fou capturat per Brandenburg el 1270. Per aquesta raó durant la primavera de 1271 Boleslau va organitzar una important expedició militar contra Santok i Neumark, devastant aquestes terres, però sense poder recuperat els dominis perduts.
La guerra amb la Casa d'Ascània no es limità a les àrees fronteres de la Gran Polònia. El 1272 Boleslau s'alià amb Mestwin II, Duc de Pomerània-Gdańsk; un any més tard (el 1273), va renovar el seu homenatge a Brandenburg i va prometre la seva ajuda al marcgraviat en contra tots els seus enemics, excepte el Duc de la Gran Polònia. El mateix any s'inicià una altra expedició contra Brandenburg. Tot i que Boleslau donà el lideratge nominal de les tropes al seu nebot Premislau II, l'expedició fou liderada, de fet, per experimentats comandants com el voivoda de Poznań, Przedpełk Łodzia, i Janek, castellà de Kalisz. Aquest conqueriren de nou Drezdenko i Strzelce. L'última campanya contra Brandenburg durant la vida de Boleslau fou l'estiu de 1278, quan tropes de la Gran Polònia van avançar al Myślibórz i finalment recuperant Santok.

### Política interna
Boleslau continuà la política de Premislau I mantenint al càrrec els nobles que aquest havia nomenat. També mantingué bones relacions amb l'Església intentant influir també en l'elecció dels càrrecs religiosos més rellevants. La seva generositat envers el clergat permeté als franciscans fundar el 1259 un establiment a Gniezno. També durant el seu regnat s'inicià el monestir de clarisses a Gniezno, el qual va quedar inacabat fins després de la mort de Premislau II .
El 16 d'agost del 1264 Boleslau va concedir el primer privilegi escrit als jueus de la Gran Polònia (l'Estatut de Kalisz). Va regular l'autoritat judicial sobre la població jueva, i l'activitat creditícia i comercial jueva. L'estatut comparativament liberal serví com a base per privilegis jueus a Polònia fins al 1795.

## Relacions amb Premislau II i mort
El 1273, després de l'expedició victoriosa contra Brandenburg, Premislau II va començà a reclamar el seu propi ducat. Incapaç de fer front a la pressió potent, Boleslau li ho permeté donant al seu nebot el govern del districte de Poznań. Per lligar Premislau II a la seva política, Boleslau va arranjar el matrimoni del seu nebot amb Lutgarda, filla d'Enric el Pelegrí, Senyor de Mecklenburg. A més a més, Lutgarda era una neta de Duc de Pomerània Barnim I, i gràcies a aquesta unió l'aliança amb Pomerània Occidental va ser reforçat. Ducs de la Gran Polònia camí polític, tanmateix, aviat estès, mentre Premislau II va esdevenir implicat amb Enric el Just, i Boleslau, utilitzant l'empresonament d'Enric el 1277, va intentar forçar concessions financeres. Boleslau donà suport aquesta política amb el matrimoni de la seva filla primogènita Elisabet amb Enric el Gras, Duc de Legnica.
Boleslau morí cap al 14 d'abril del 1279 a Kalisz i va ser enterrat a la catedral de Sant Pere i Sant Pau a Poznań.